# Július Tomanovič
Július Tomanovič (21. ledna 1920 – 10. srpna 1990) byl slovenský fotbalový brankář.

## Fotbalová kariéra
V československé lize hrál za ŠK Bratislava. V roce 1944 nastoupil za Slovensko v 1 utkání proti Chorvatsku v Záhřebu.

## Ligová bilance
| Ročník                               | Zápasy | Góly | Klub              |
| ------------------------------------ | ------ | ---- | ----------------- |
| Státní liga 1948                     | -      | 0    | ŠK Bratislava     |
| Přebor československé republiky 1953 | -      | 0    | Slovan Bratislava |
| Československá liga CELKEM           | -      | 0    |                   |